# Frédéric Striby
Frédéric Striby (ur. 9 czerwca 1943 w Sierentz, zm. 7 marca 2013) – francuski polityk, działacz samorządowy i nauczyciel, poseł do Parlamentu Europejskiego IV kadencji (1994–1999).

## Życiorys
Zawodowo pracował jako nauczyciel języka niemieckiego. Zaangażował się w działalność polityczną na poziomie lokalnym. W latach 1971–2008 zajmował stanowisko mera miejscowości Michelbach-le-Bas. Od 1992 do 2011 był radnym departamentu Górny Ren.
W wyborach w 1994 uzyskał mandat eurodeputowanego IV kadencji z listy Majorité pour l'Autre Europe, komitetu wyborczego, który powołał Philippe de Villiers i na bazie którego powstał następnie Ruch dla Francji.